# Gustav Nicolai
Gustav Nicolai (Berlín, 1796 - 1850) fou un compositor, poeta i crític musical alemany.
Després d'acabar la carrera de dret, es donà a conèixer com a poeta component diversos llibrets d'òpera, i com a compositor per diverses balades amb acompanyament de piano.
Després publicà alguns llibres plens de diatribes contra la música i els músics, com els titulats Die Geweihten oder der Cantor aus Fichtenhagen (Berlín, 1829), Jeremies, der Volkcomponist, eine humorische Vision aus dem 25 Jahrhundeert (Berlín 1830), Arabesken für Musik freunde, en què igual que en el primer, arremet contra Mozart (Leipzig, 1839).